# Kutr (loď)

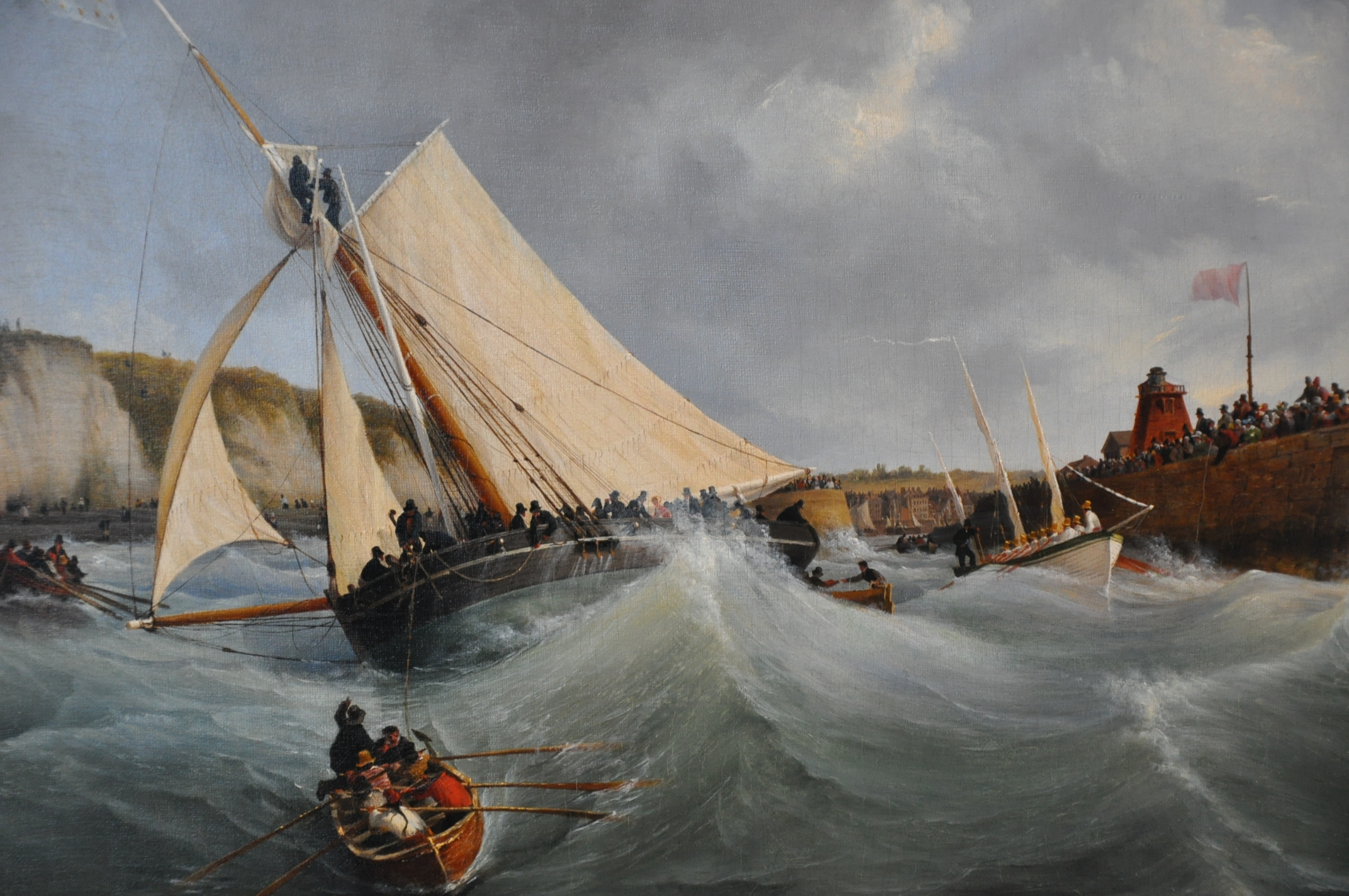
A.-L. Garnenay: Kutr vyplouvající z přístavu v Dieppe

Kutr (anglicky: cutter) je název používaný pro menší až střední lodě s různým účelem, pro dopravu osob, menšího nákladu, rybářský kutr, kutr pobřežní stráže apod. Tyto lodě se používají většinou pouze pro plavbu blízko pobřeží nebo na dolním toku velkých řek, pro plavbu na širém moři nejsou vhodné. V dnešní době bývají tyto lodě poháněny spalovacím motorem, v minulosti byly poháněny parním strojem nebo se jednalo o plachetnice poháněné silou větru.

## Vývoj plachetního kutru

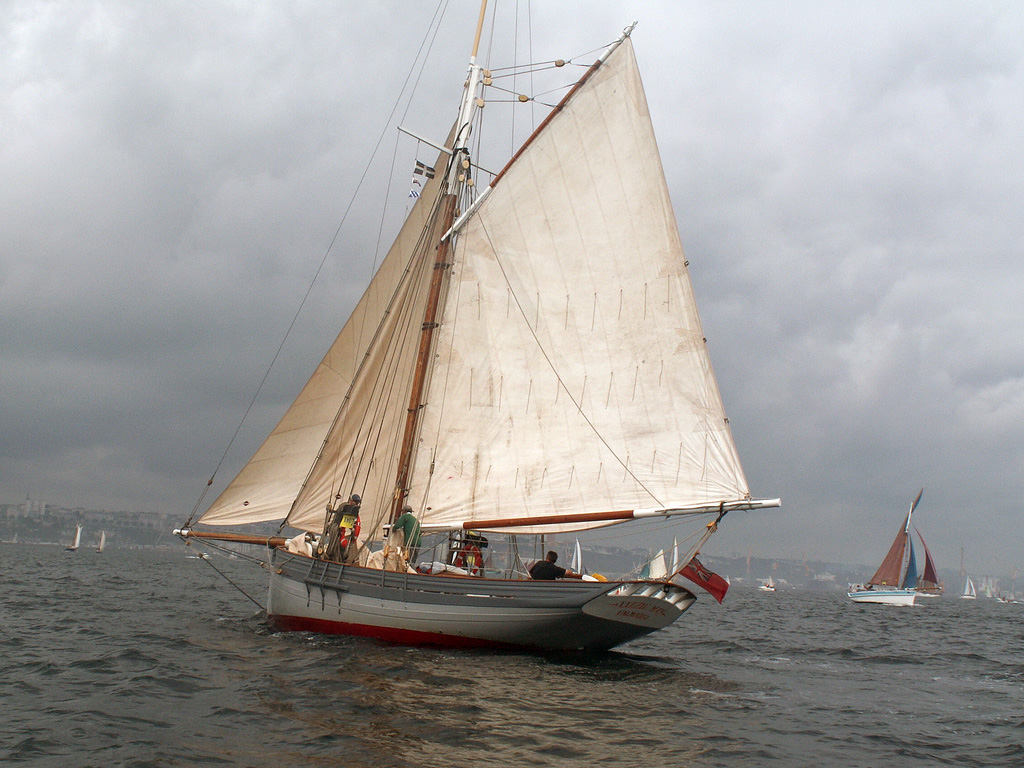
Plachetní kutr klasické konstrukce. Podélné oplachtění tvoří (odpředu) kosatka, přední stěhovka a vratiplachta

Tento typ plavidla byl vyvinut v anglickém prostředí zhruba v polovině 18. století jako malé jednostěžňové plavidlo určené pro plavbu na moři. Název plavidla odkazuje k anglickému slovesu to cut (řezat) a znamená tedy řezající vlny.
Původně vzhledem k velikosti lodi komplikované oplachtění bylo postupem času zjednodušeno, zmizely ráhnové plachty, a kutry z období konce 19. století disponovaly oplachtěním škunerového typu. Mohutnost oplachtění zvyšoval dlouhý čelen, uložený téměř vodorovně. Oproti lodím srovnatelné velikosti měl kutr kýl, hlubší ponor, kolmou příď a převislou záď.
Ve válečném námořnictvu byl využíván ke kurýrním účelům a také jako hlídkové plavidlo především v příbřežních vodách. Často byl též využíván jako pirátská loď. Po zjednodušení oplachtění byl oblíben pro své plavební a manévrovací schopnosti, velkou plochu oplachtění, kterou ale bylo možno snadno obsluhovat. Díky těmto vlastnostem bylo mnoho rybářských lodí opatřeno oplachtěním po vzoru kutru a kutr sám byl využíván k mnoha účelům jako rybářská loď, sportovní, celní i nákladní. Kutr byl využíván i po přechodu na parní a motorový pohon.
Jako kutr označujeme některé druhy jachet, které mají více než jednu kosatku. Kutry byly využívány také jako záchranné čluny na válečných lodích. Oplachtěné kutry jsou dodnes používány pro účely výcviku.

## Vývoj motorového kutru

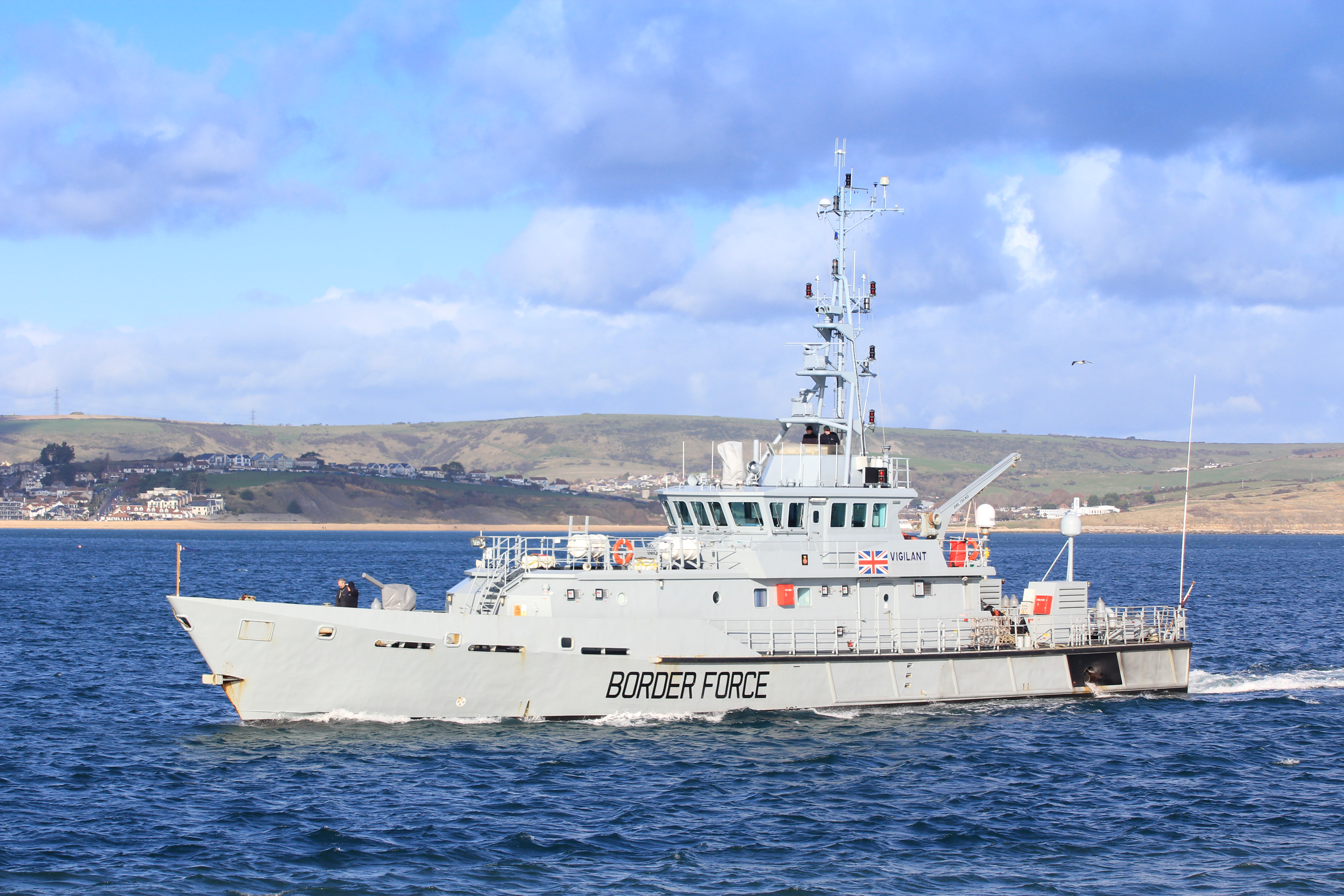
Motorový kutr HMRC Vigilant britské celní stráže

Parní motor, kterým byly kutry opatřovány, se pro svoji velikost na těchto malých lodích neosvědčil. Více vyhovujícím spalovacím motorem na petrolej začaly být kutry osazovány v první polovině 90. let 19. století v Německu a Velké Británii, nicméně výkon motorů nebyl ještě dostatečný, jejich spolehlivost byla nízká a provozní náklady vysoké. Úspěšnější bylo použití Hornsby-Akroydových motorů v Dánsku v druhé polovině 90. let 19. století, kdy jich tam bylo vyrobeno zhruba 50 a do roku 1909 dosáhl jejich počet 6 000.
Mnoho rybářských, původně plachetních, kutrů bylo ale osazováno spalovacími motory dodatečně tak, že se část paluby zakryla a umístil se tam motor, na záď se potom umístil na konstrukci zavěšený lodní šroub poháněný řetězovou transmisí.
Od typu rybářského kutru byl odvozen typ válečného plavidla nazývaný Kriegsfischkutter (KFK) a využívaný německým válečným námořnictvem v období 2. světové války pro hlídkovou a bezpečnostní službu podél pobřeží .